# Lustosa da Costa

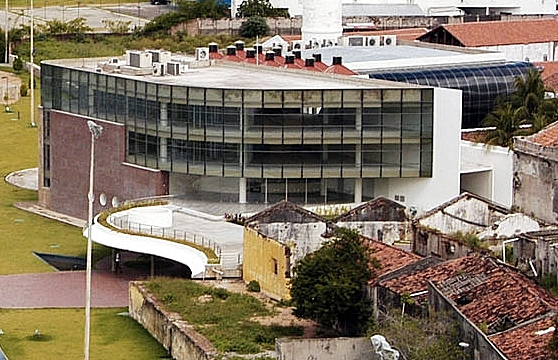
Em Sobral, no Ceará, a Biblioteca Municipal Lustosa da Costa tem a denominação em homenagem a ele.

Francisco José Lustosa da Costa (Cajazeiras, 10 de setembro de 1938  – Brasília, 3 de outubro de 2012), mais conhecido como Lustosa da Costa, foi um jornalista, escritor, poeta, editor, professor e membro da Academia Brasiliense de Letras.

## Biografia
Jornalista profissional desde 1954, tendo iniciado suas atividades no Correio da Semana, em Sobral, no estado do Ceará, principal cenário dos vinte e oito livros que publicou, inclusive dois em Portugal, Vida, paixão e morte de Etelvino Soares e Clero, nobreza e povo de Sobral.
Lustosa da Costa era formado em Direito e foi professor de Sociologia brasileira da Universidade Federal do Ceará, procurador do IPASE e técnico em comunicação da Câmara dos Deputados.
No Correio da Semana, de Sobral (CE), em 1954, Lustosa escreveu seu primeiro artigo sob as iniciais L.C., a respeito da ascensão de Café Filho à Presidência da República.
Em Fortaleza, foi repórter político e trabalhou na TV Ceará e na Ceará Rádio Clube, todos veículos dos Diários Associados. Ocupou o cargo de editor-chefe de Unitário e do Correio do Ceará, antes de se transferir para Brasília, onde, durante 14 anos, foi repórter político da sucursal de O Estado de S. Paulo e do Jornal da Tarde, além de comentarista político do Correio Braziliense (o primeiro periódico genuinamente brasileiro, porquanto lançado de início em Londres). Até seu falecimento (2012), era colunista político do Diário do Nordeste, em Brasília.
Em 2000, elegeu-se para a Academia Brasiliense de Letras e ganhou o Prêmio Ideal Clube de Literatura com a obra Rache o Procópio! Em 2002, lançou, na Embaixada do Brasil em Lisboa, a edição portuguesa do livro Vida, paixão e morte de Etelvino Soares, que recebeu elogio de nomes como Alice Raillard. Em 2008, teve sua vida contada em duas biografias: Lustosa da Costa, uma biografia (2008, relançado em 2021), de Renato Barros de Castro e Itinerário de Lustosa da Costa: causos e trajetória (2008), de Luiza Helena Amorim.
Lustosa da Costa é dono de um estilo único, com enorme capacidade de síntese e dono de um humor, ironia e sarcasmo surpreendentes. Seu modo de narrar, de forma leve e cativante, o levou a ser comparado não sem razão a Aldir Blanc e Mário Prata, além de ter convivido com outros grandes nomes da literatura nacional e internacional, a exemplo de Jorge Amado, Mia Couto ou José Saramago. Historiador e, ao mesmo tempo, personagem da história política, cultural e social do Ceará e de Brasília, teve sua vida contada em duas biografias, uma delas relançada em 2021: mais do que nunca, antigos e novos leitores poderão conhecer a vida e a obra deste grande nome do jornalismo e da literatura nacional, acompanhando histórias bem-humoradas tanto do seu cotidiano como a do país onde acompanhou de perto fatos marcantes de toda uma geração.

## Obra
- A descapitalização do Nordeste no setor privado. Fortaleza: Edição do Autor, 1961.
- Anuário do Ceará. (Co-autoria com Dorian Sampaio). Fortaleza: Stylus Comunicações Ltda., 1971, 1972 e 1973.
- Ideologia do favor – curral e cabresto. Fortaleza: Stylus Comunicações Ltda., 1977.
- Por que sou candidato. Fortaleza: Edição do Autor, 1978.
- Sobral do meu tempo. Brasília: Coleção Lima Barreto – Senado Federal, 1982.
- Cartas do beco. Fortaleza: Stylus Comunicações Ltda., 1983.
- A travessia. Brasília: Coleção Hipólito José da Costa – Senado Federal, 1984.
- Fortaleza meu amor. Fortaleza: Stylus Comunicações Ltda., 1987.
- Clero, nobreza e povo de Sobral. Brasília: Centro Gráfico do Senado, 1987[9].
- Louvação de Fortaleza. Fortaleza: Edições da Casa José de Alencar – UFC, 1995.
- Vida, paixão e morte de Etelvino Soares. São Paulo: Editora Maltese, 1995.
- No après-midi de nossas vidas. Fortaleza: Edições da Casa José de Alencar – UFC, 1997.
- Rache o Procópio. Fortaleza: Edições da Casa José de Alencar – UFC, 1998.
- Como me tornei sexagenário. Fortaleza: Edições da Casa José de Alencar – UFC, 1999.
- Foi na seca do 19. Fortaleza: Editora ABC, 1999.
- O senador dos bois. Sobral: Edições UVA, 2000.
- Vida, paixão e morte de Etelvino Soares. Lisboa: Universitária Editora, 2002[10].
- Sobral cidade das cenas fortes. Fortaleza: Editora ABC, 2003.
- Dicionário do Lustosa. Fortaleza: Editora ABC, 2003.
- Clero, nobreza e povo de Sobral. 2a. ed. Fortaleza: Editora ABC, 2004.
- Clero, nobreza e povo de Sobral. 3a. ed. Lisboa: Universitária Editora, 2006.
- Ao cair da tarde. Fortaleza: Editora ABC, 2006.
- TT das madrugadas. Fortaleza: Editora ABC, 2006.
- Contos de Sobral e de outros sítios. Fortaleza: Expressão Gráfica, 2007.
- Um brasileiro muito especial. Fortaleza: Expressão Gráfica, 2008.
- Sobral que não esqueço. Fortaleza: Expressão Gráfica, 2010.
- Sobral do meu tempo (edição comemorativa). Fortaleza: Expressão Gráfica, 2012.

## Livros sobre Lustosa da Costa
- CASTRO, Renato Barros de. Lustosa da Costa, uma biografia (1ª edição: Edições Livro Técnico, Fortaleza/CE, 2008. 2ª edição: Mundo na Janela, Porto Alegre/RS, 2021). Acessível gratuitamente no Google Play e outras plataformas digitais: https://play.google.com/store/books/details/Renato_Barros_de_Castro_Lustosa_da_Costa?id=87I2EAAAQBAJ
- AMORIM, Luiza Helena. Itinerário de Lustosa da Costa: causos e trajetória (Fortaleza: Expressão Gráfica, 2008).

## Condecorações e homenagens
- Prêmio Ideal de Literatura (1999).[11]
- Em Sobral, a Biblioteca Municipal foi nomeada em homenagem ao escritor.[12]